# David Dortort
David Dortort est un scénariste et producteur américain né le 23 octobre 1916 à New York et mort le 5 septembre 2010 à Los Angeles.
Son plus grand succès était la série western Bonanza.

## Filmographie
Comme scénariste
- 1952 : Les Indomptables (The Lusty Men)
- 1956 : Un cri dans la nuit (A Cry in the Night) de Frank Tuttle
- 1956 : Reprisal!
- 1957 : Les Loups dans la vallée (The Big Land)
- 1958 : A Gift for Heidi

Comme producteur
- 1957 : The Restless Gun (série télévisée)
- 1959 : Bonanza ("Bonanza") (série télévisée)
- 1974 : The Cowboys (série télévisée)
- 1979 : The Chisholms (feuilleton TV)
- 1988 : Going Bananas
- 1988 : Bonanza: The Next Generation (TV)
- 1993 : Bonanza: The Return (TV)
- 2001 : Ponderosa (série télévisée)